# Братья Карамазовы (опера Смелкова)
Опера композитора А. П. Смелкова «Братья Карамазовы» по одноименному роману Ф. М. Достоевского написана в 2008 году по заказу Мариинского театра. Либретто написал известный петербуржский писатель Ю. Г. Димитрин. Сами создатели назвали оперу мистерией. Опера подвергалась редактуре композитора в 2013 году. Опера стала одной из главных постановок XVI Международного музыкального фестиваля «Звезды белых ночей». Работа с первоисточником-романом велась весьма бережно, лишь трижды авторы оперы позволили себе дополнить Ф. М. Достоевского: в картине № 10 «Эстафет из Мокрого», № 13 «Хвалите Господа нашего!» и № 19 «Мне нужно то, чего нет на свете».

## Действующие лица и исполнители
- Виктор Вихров, Николай Гассиев, Василий Горшков — Федор Павлович Карамазов
- Август Амонов — Дмитрий Карамазов
- Алексей Марков, Александр Гергалов — Иван Карамазов
- Владимир Мороз, Владислав Сулимский — Алексей Карамазов
- Жанна Афанасьева, Елена Небера, Екатерина Соловьева — Катерина Ивановна
- Кристина Капустинская, Наталья Евстафьева, Надежда Сердюк — Аграфена Александровна (Грушенька)
- Андрей Попов, Андрей Зорин — Павел Смердяков
- Вячеслав Луханин, Александр Герасимов — Григорий
- Ольга Трифонова, Светлана Чуклинова — Хохлакова, помещица
- Марья Кондратьевна — Татьяна Кравцова, Лия Шевцова
- Григорий Карасев, Александр Герасимов — Трифон Борисович, хозяин постоялого двора в Мокром
- Евгений Уланов, Владимир Самсонов — Пан Муссялевич
- Сергей Романов, Владислав Успенский — Пан Врублевский
- Андрей Зорин, Андрей Попов — чёрт
- Геннадий Беззубенков, Юрий Воробьев — старец Зосим
- Федор Кузнецов, Тимур Абдикеев — исправник
- Яков Стрижак — старик
- Александр Морозов, Михаил Кит, Алексей Тановицки — Великий инквизитор[1].

## Картины оперы
1. Начало легенды (Прелюдия)
2. А дозволено-то всё
3. Исповедь горячего сердца
4. Обе вместе
5. Почему так? Зачем?(Ария Мити)
6. За коньячком…
7. Надрыв в гостиной
8. С умным человеком и поговорить любопытно
9. В скверне-то слаще!(Монолог Федора Павловича)
10. Эстафет из Мокрого (после добавлен текст ариозо Грушеньки, который сочинен Ю.Димитриным)
11. Не возьмёт ножа, не возьмёт…(Молитва Алёши)
12. Медный пестик
13. Хвалите Господа нашего!
14. Симфонический антракт
15. В темноте…
16. Великий Инквизитор
17. Дай долюбить…(Молитва Мити)
18. Увези меня далеко, далеко…
19. Мне нужно то, чего нет на свете…(Ария Катерины Ивановны)
20. Не ты, не ты убил
21. Сон Алёши
22. А вот вы-то и убили-с…
23. Ты — сам я, только сдругой рожей
24. Встать! Суд идёт…
25. Пришедший (Постлюдия)

## Критика
Отзывы и мнения после премьеры оперы были весьма разнообразы. Сам Ю. Г. Димитрин написал обзор на оценки оперы в связи с выдвижением на соискание театральной премии «Золотая Маска».
```
«Даже не ожидала, что в наше время можно написать такую трогательную музыку!! …Сон Алёши гениален. Весь Смердяков замечателен»
[
6
]
.
```

```
«Это просто поток запредельной, немыслимой пошлости и китча. Партитура оперы насквозь ретроградна, она соткана из интонаций Чайковского, Мусоргского и Шостаковича, сама стилизация безобразно плохая, на грани неприличия»
[
6
]
.
```

С. Г. Войткевич, анализируя особенности текстов в либретто, пишет, что, "сохраняя особенности драматургии романа и специфику его конфликтов, авторы оперы дополняют текст «Братьев Карамазовых» «чужим» словом, которое не только не разрушает единство целого, но служит более глубокому раскрытию образов. Это свидетельствует о чутком отношении композитора и либреттиста к тексту романа и их понимании замысла и величия последнего творения Ф. М. Достоевского".
Финал оперы предложил режиссёр-постановщик Василий Бархатов. С. Г. Войткевич отозвался о нём так: "большая конструкция, обозначающая ворота, скрывает всех реальных действующих лиц — жителей Скотопригоньевска; в открывшуюся дверь Великий инквизитор выпускает Пришедшего; тот целует первосвященника, но затем остается один, поскольку инквизитор возвращается к людям. Финал оперы, на первый взгляд, наполнен печалью и безысходностью. Однако за закрытыми воротами остались и уверенный в необходимости «пойти за дитё» Митя, и свято верящий Алёша, и познавший и проверивший на себе «ложность» разума Иван. Возможно, они и станут залогом того нового братства в духе, той «новой семьи», тем «зерном», упавшим в землю, которое прорастет благодатными всходами и приблизит миг «вселенского объятья», где «поцелуй дарится всем»».